# Goodenia vernicosa
Goodenia vernicosa är en tvåhjärtbladig växtart som beskrevs av John McConnell Black. Goodenia vernicosa ingår i släktet Goodenia och familjen Goodeniaceae. Inga underarter finns listade i Catalogue of Life.